# Brutto
BRUTTO (BRUTTO NOSTRA) — панк-рок-группа бывшего солиста музыкальной группы «Ляпис Трубецкой» Сергея Михалка, основанная им после прекращения существования коллектива «Ляпис Трубецкой». Об основании проекта объявлено 1 сентября 2014 года. В 2018 года группа приостановила свою деятельность в связи с ростом спроса на Ляпис-98 и Drezden. В конце 2020 года группа возобновила творческую деятельность, и иногда выступает на концертах. С 2022 года вновь приостановила свою деятельность в связи с восстановлением группы Ляпис Трубецкой.

## История
Состав коллектива на момент основания окончательно не определён, однако известно, что в состав новой группы не вошли три бывших участника коллектива — вокалист Павел Булатников, гитарист Руслан Владыко (умер в январе 2020) и барабанщик Александр Сторожук, поскольку были заняты собственным проектом под названием Trubetskoy, с которым гастролируют до сих пор.
На официальном сайте группы Brutto музыканты позиционируют себя как: «Бригада революционного угара и творческого отпора имени Орнеллы Мутти. Стиль art-brut, хит-кор, панковский пауэр-лифтинг для детей и сумасшедших! Мы музыкальный найк и поэтическая ИКЕА. Простота! Гарантия! Качество! Нам некогда писать заумные тексты и делать сложные аранжировки».
12 сентября 2014 года вышел первый альбом группы Underdog.
15 марта 2015 года группа Brutto выпустила переиздание своего дебютного альбома Underdog. В новую версию добавлено 7 бонусных треков: знакомые по репертуару группы Ляпис Трубецкой «Воины света», «Железный», «Священный огонь»; англоязычная версия хита «Капитал»; а также новые песни «Adиdas», «Гарри» и «Будзь смелым!»
1 июня 2015 года культовая британская панк-группа The Exploited отказалась выступать на фестивале «Захід» из-за участия в нём группы «Brutto». Лидер группы The Exploited Уотти Бьюкен объяснил, что им рассказали много плохого о белорусском коллективе: «Извините, но мы получили столько дерьма, присланного нам об этой группе, и я видел видео на Ютубе, где они издеваются над стариком, поэтому мы не можем играть на этом концерте. Мы готовы играть в следующем году для вас. Простите за это». Однако 3 июня этого же года The Exploited заявили, что были дезинформированы «дерьмовыми слухами в интернете», и что они не имеют ничего против Brutto, выразив желание всё же выступить на фестивале. Организаторы «Захода» всё равно отказали группе The Exploited в проведении концерта, мотивируя это решение «ненадёжностью коллектива».
1 сентября 2015 года группа Brutto представила клип на заглавную песню нового альбома «Родны Край», Режиссёром клипа стал уже знакомый поклонникам Brutto Андрей Давыдовский, снявший ранее видео на песни «Гири» и «Олимпия».
14 сентября 2015 года группа Brutto выпустила свой второй студийный альбом «Родны Край». В альбоме представлено 12 треков. Сергей Михалок заявил, что на новом альбоме Brutto более глубокие тексты, которые он писал ранее:

 «Дальше корчить из себя Агнию Барто и писать нарочито примитивные тексты я не буду. Я вернусь к той поэзии, которая мне близка. Я вернусь к каким-то метафорам, и это будет похоже на „Железный“ или „Воинов света“. Это мне как автору хочется».
16 января 2017 года, после 5-летнего отсутствия на Родине, Сергей Михалок и группа Brutto начинают гастрольный тур по Беларуси. Группа выступает с новой программой по городам Беларуси, Украины и Европы. Во время пребывания в одном из городов, 10 февраля, группа презентует две новые песни в ска-обработке на стихи украинского поэта — «Рокi» и «Саботаж».
Группа Сергея Михалка Brutto записала и представила свой новый третий альбом 1 мая 2017 года. Пластинка получила название «Рокi». На пластинке изданы представленные ранее песни «Чёрный обелиск» и «Середнi віки». По аналогии с предыдущим альбомом Brutto «Родны край» в пластинку были включены 2 перезаписанные композиции группы Ляпис Трубецкой — «Телевизор» и «Матрёшка». От предыдущих альбомов Brutto «Рокi» отличает наличие в песнях духовых инструментов.
8 июля 2017 года проходит акустический вечер «Зорачки» в клубе Шаблi. 9 октября начался Всеукраинский тур «Рокi». 31 октября вышел в свет новый клип на песню «Годзе», в котором снялись Сергей Михалок, его жена Светлана и сын Макар.
После недолгого перерыва в творческой деятельности группа выпустила клип к своему пятилетию на новую песню «Мельхиор и Каспар». В съемках клипа приняли участие семья и близкие друзья Сергея Михалка. 8 октября 2019 года вышел документальный фильм, приуроченный к пятилетию коллектива.
В конце 2020 года, после творческого перерыва, длившегося несколько лет, коллектив выступил на украинской сцене в обновленном составе.
В марте 2021 года после продолжительной онкологической болезни скончался один из бывших вокалистов коллектива Сергей «Бразил» Королёв.

## Состав группы
- Сергей Михалок (Худрук) — вокал (2014 — 2022)
- Виталий Гурков (Огурец) — вокал (2014 - 2022)
- Пётр Лосевский (Петя Аист) — вокал (2014 — 2020, 2021,2022), ударные (2020 — 2021)
- Павел Михалок (Абонент Джуниор) — клавишные (2020 — 2022)
- Павел Величко (Рутгер) — соло-гитара (2020 — 2022)
- Кирилл Петровский (Ракета) —  гитара, вокал (2022)
- Алесь-Франтишек Мышкевич — бас-гитара (2019 — 2022)
- Александр Сторожук — перкуссия (2021 — 2022)
- Владислав Сенкевич (Краб) — труба, бэк-вокал (2015 — 2022)
- Валерий Чесноков (Громозека) — тромбон, бэк-вокал (2020 — 2022)
- Андрей Барило (Барон) — саксофон (2020 — 2022)
- Денис Шуров (Шуруп) — ударные (2014 — 2020; 2021 — 2022)

### Сессионные участники
- Дмитрий Козловский (Топор) — бэк-вокал (2014-2020).[11]

### Бывшие участники
- Денис Стурченко (Дыня) — бас-гитара (2014 — 2019)
- Павел Третяк (Паша Ланистер) — гитары, клавишные (2014 — 2020)
- Иван Галушко (Цыбуля) — тромбон, бэк-вокал (2015 — 2020)
- Денис Мельник (Лэфт) — гитара, вокал (2014 — 2020)
- Сергей Королёв (Бразил) — вокал (2014 — 2018, умер в марте 2021 года)

## Дискография

### Студийные альбомы
- 2014 — Underdog
- 2015 — Родны край
- 2017 — Рокі

### Концертные альбомы
- 2017 — Live Minsk — Arena 08.03.2017

### Синглы
- 2014 — Brutto
- 2014 — Underdog
- 2014 — Адидас
- 2014 — Будзь смелым!
- 2014 — Воины света
- 2015 — Гарри
- 2015 — Партизан рок
- 2015 — Ball
- 2015 — Kapital
- 2015 — Olympia
- 2015 — Родны край
- 2015 — Вечірнє сонце
- 2016 — 12 обезьян
- 2016 — Молодость и радость (feat. MC Шайба)
- 2016 — Чёрный Обелиск
- 2016 — Середні віки
- 2016 — Чайка
- 2017 — Телевизор
- 2017 — Рокi
- 2019 — Мельхиор и Каспар

### Видеоклипы
- 2014 — Brutto
- 2014 — Underdog
- 2014 — Гири
- 2014 — Мяч
- 2014 — Адидас
- 2014 — Будзь смелым!
- 2014 — Наша возьме
- 2015 — Партизан Рок
- 2015 — BALL
- 2015 — Olympia
- 2015 — Kapital
- 2015 — Родны Край
- 2015 — Человек
- 2015 — Вечірнє сонце
- 2016 — 12 Обезьян
- 2016 — Чёрный Обелиск
- 2016 — Молодость и радость (feat. MC Шайба)
- 2016 — Середні віки
- 2016 — Чайка
- 2017 — Телевизор
- 2017 — Рокi
- 2017 — Чёрный Обелиск (обновлённое лирик-видео)
- 2017 — Папяроска
- 2017 — Годзе
- 2019 — Мельхиор и Каспар